# Damer puntejat
El damer puntejat (Melitaea cinxia) és una espècie de lepidòpter papilionoïdeu de la família dels nimfàlids (Nymphalidae) present als Països Catalans.

## Descripció

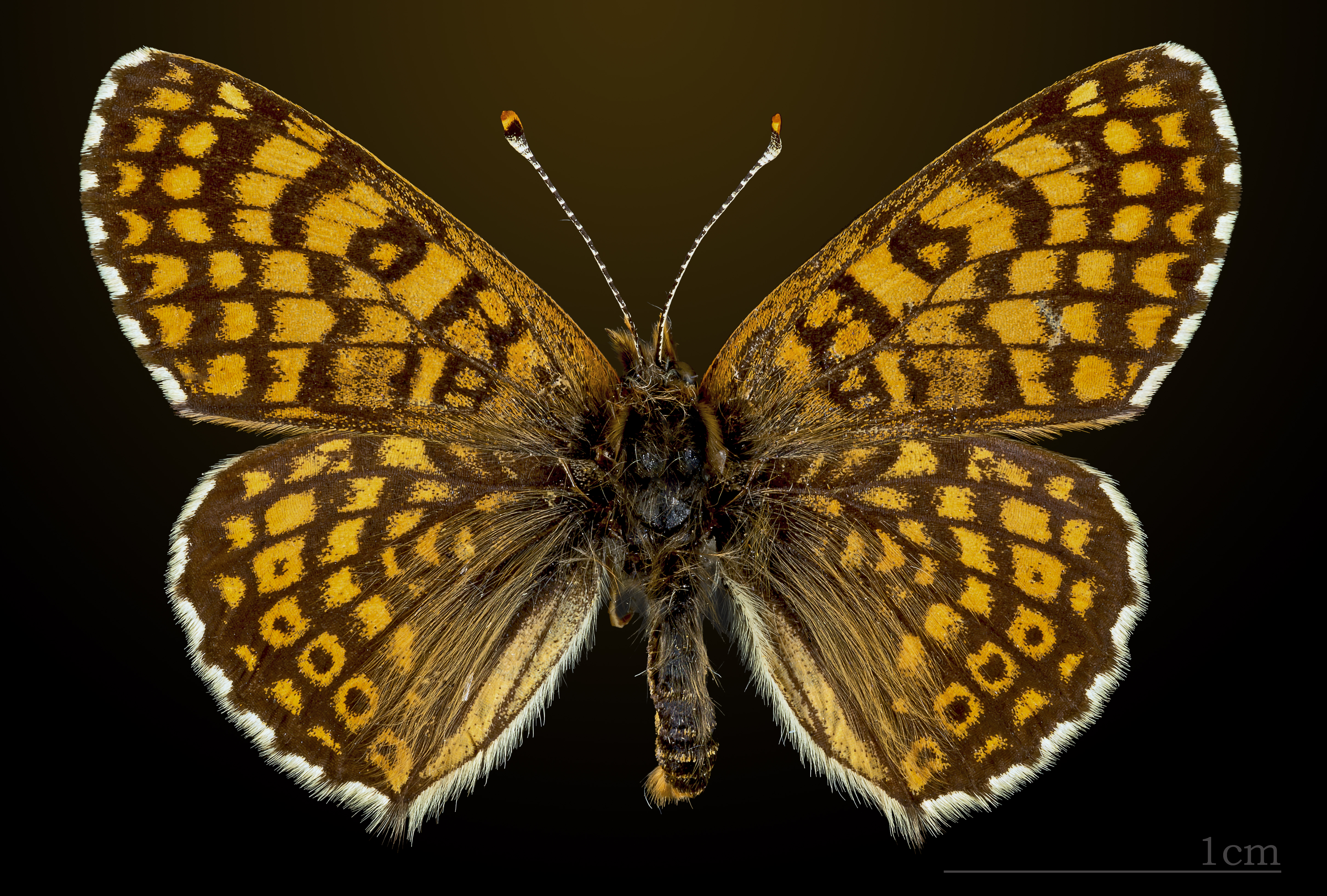
Damer puntejat
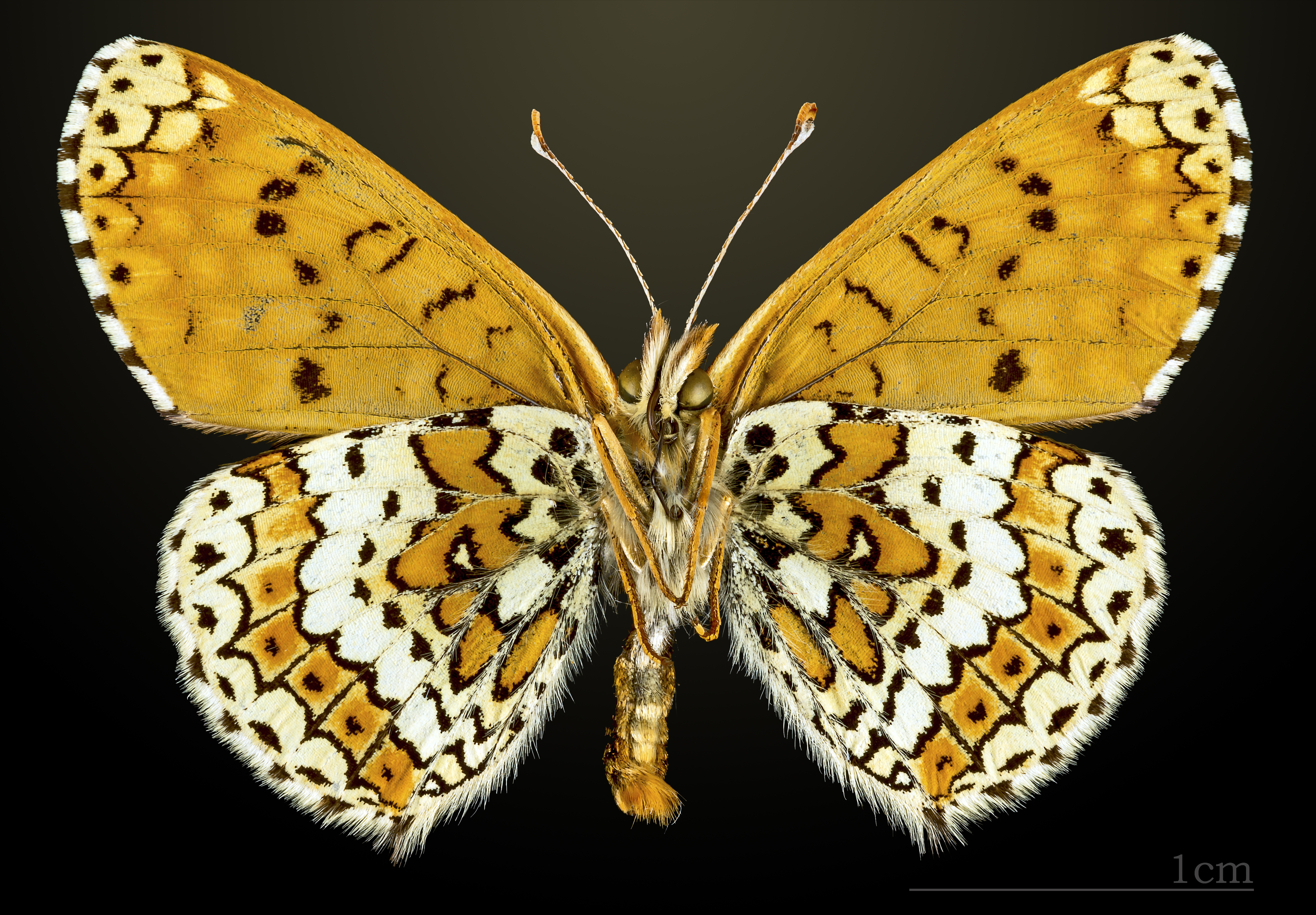
△ Damer puntejat
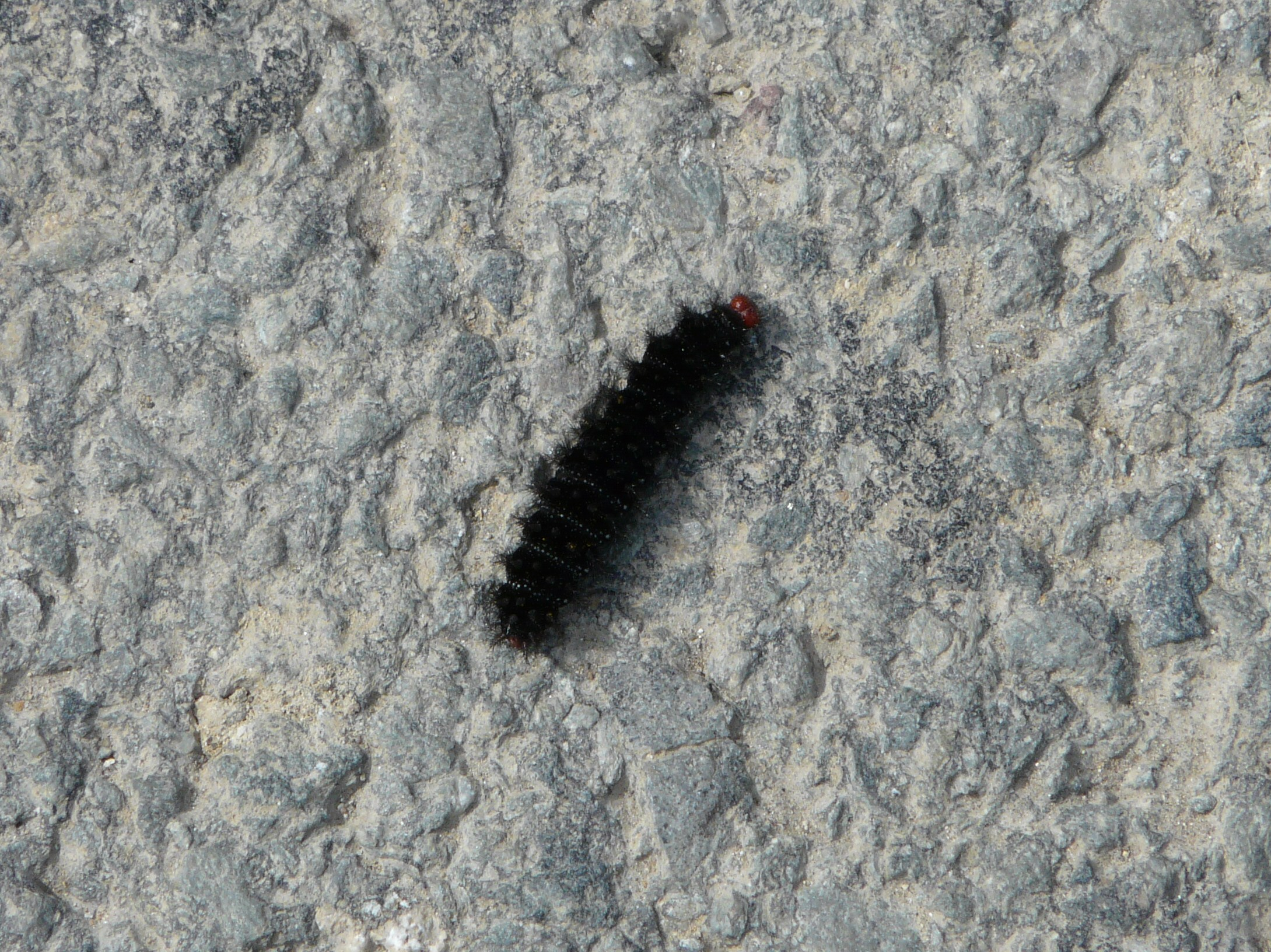
Eruga

## Distribució
S'estén pel Marroc, oest d'Algèria, Europa, Turquia, Líban, Rússia, nord del Kazakhstan i Mongòlia. A la península Ibèrica es troba en serres de la meitat nord i del sud-oest.

## Hàbitat
Divers: zones herboses amb flors, marges de cultiu, clars de bosc, etc. L'eruga s'alimenta de diverses espècies de Plantago, Centaurea i Veronica teucrium.

## Període de vol i hibernació
A Àfrica una generació entre finals d'abril i juny. Al nord, centre i oest d'Europa també una sola generació entre principis de maig i mitjans de juliol; al sud-est d'Europa una genració entre finals d'abril i començaments d'agost, mentre que en zones més càlides n'hi ha dues: la primera al maig i juny i la segona a l'agost i setembre. Hiberna com a eruga, en grups.